# Sint-Jozefkarmel

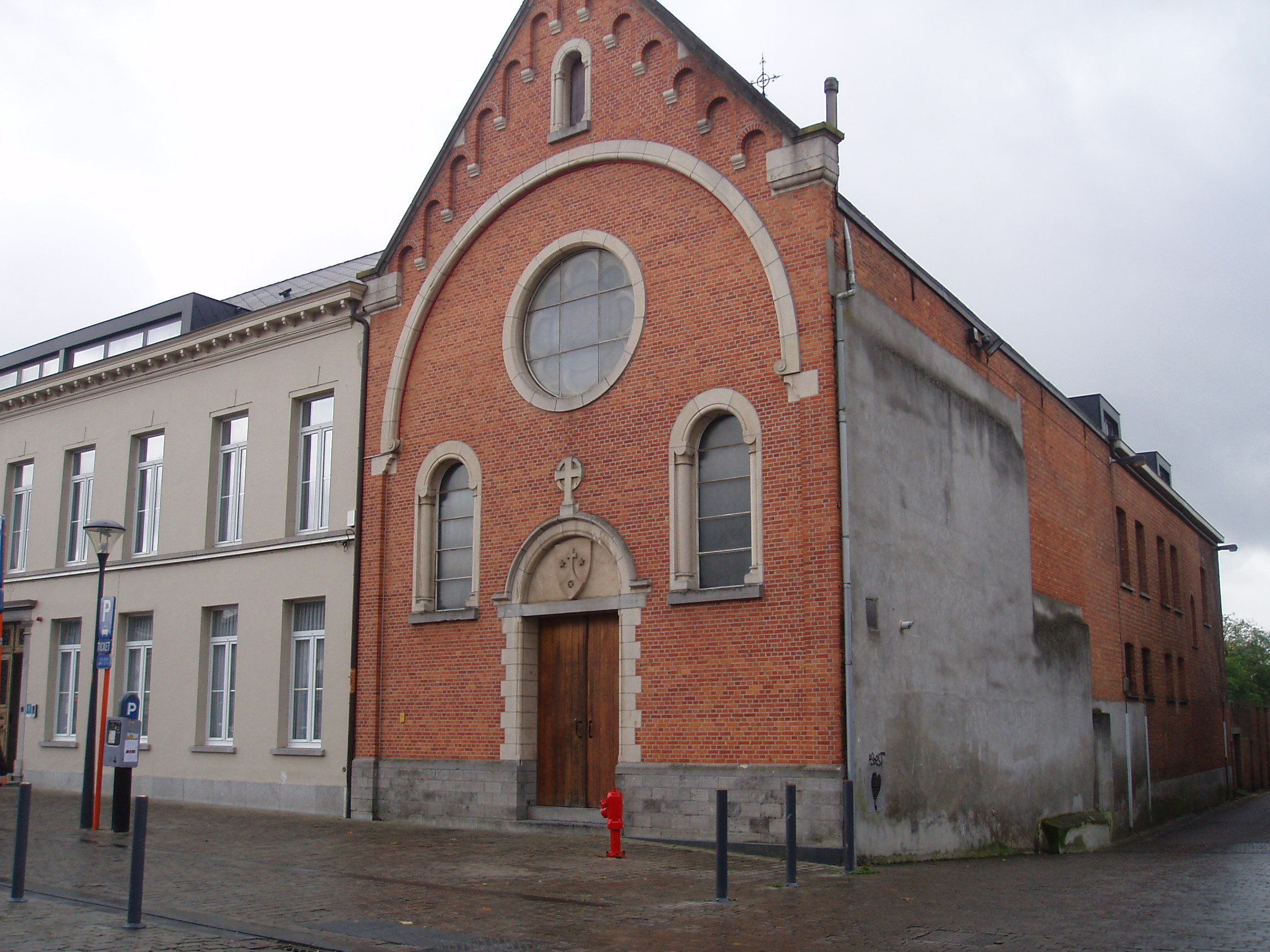
Sint-Jozefkarmel

De Sint-Jozefkarmel is een voormalig klooster met bijbehorende kapel, gelegen in de Antwerpse stad Herentals, aan Grote Markt 39. Het klooster werd bewoond door de zusters karmelietessen.
Naast een kloostergebouw bevindt zich een kapel. Deze is met de voorgevel naar de straatzijde gericht en werd in 1925 gebouwd. Hij is gewijd aan Onze-Lieve-Vrouw-Middelares. De stijl van deze zaalkerk is eclectisch met neoromaanse elementen. In de kapel bevindt zich een biechtstoel met art-decokenmerken.
Het klooster werd uiteindelijk ingericht als hotel.